# Schoeller Münzhandel
Schoeller Münzhandel ist ein Handelsunternehmen für Sammlermünzen und Edelmetalle mit Sitz in Wien. Der Handelsbereich umfasst klassische und moderne Numismatik sowie Edelmetall-Anlageprodukte. Das Unternehmen entstand 1989 durch Ausgründung aus der Schoellerbank und ist seit 2005 ein Tochterunternehmen der Münze Österreich.

## Geschichte
Seit November 1989 ist die Schoeller Münzhandel GmbH als eigenständiges Unternehmen tätig. Davor war das Unternehmen Teil der Schoellerbank. Seit 2005 ist die Schoeller Münzhandel GmbH eine 100-prozentige Tochter der Münze Österreich, welche ihrerseits seit 1989 eine Aktiengesellschaft ist.

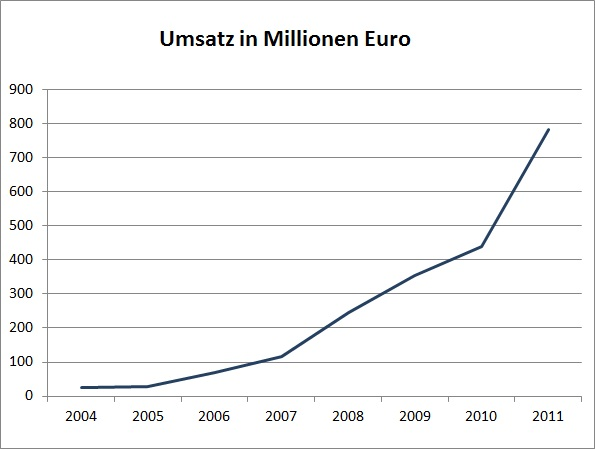
Entwicklung des Umsatzes der Schoeller Münzhandel GmbH von 2004 bis 2011

Im letzten Jahrzehnt haben sich die Umsätze der Schoeller Münzhandel GmbH stark gesteigert. 2004 lag der Umsatz bei 24,7 Mio. €, 2005 bei 26,6 Mio. € und 2006 war dieser Umsatz bereits mehr als verdoppelt – mit 70,6 Mio. €. Wurden 2007 116,5 Mio. € umgesetzt, waren es 2008 246,7 Mio. € – was einer Verzehnfachung des Umsatzes von 2004 entspricht. Nach Eigenangaben wurde 2009 der Umsatz um 40 % auf 355 Mio. €, und 2010 um weitere 25 % auf 438,5 Mio. € gesteigert. Auch durch die größer werdende Nachfrage aus Osteuropa stieg der Umsatz für das Jahr 2011 auf den Rekordwert von 783,4 Mio. € und machte Schoeller somit zum 109.-umsatzstärksten Unternehmen des Jahres in Österreich.

## Produkte
Das Unternehmen bietet im Bereich der klassischen Numismatik An- und Verkauf, sowie Beratungsservice, Schätzungen, Bewertungen, Auktionsvertretungen und die allgemeine Betreuung von Sammlern an. Schoeller Münzhandel bietet auch Sammlermünzen ab dem Jahr 1945. Es werden moderne Münzprogramme beinahe aller Münzstätten der Welt vertrieben, daneben auch sogenannte „NumisART“-Produkte: Lifestyle-Münzen, z. B. mit farbigen Hologrammen, Kristallen, Spiegeleffekten oder Duftstoffen. 26 Produzenten weltweit sind dauerhafte Partner.
Das Unternehmen versorgt Einzel- und Großhandelskunden mit Gold, Silber, Palladium und Platin. Es werden neben Anlagemünzen wie Wiener Philharmoniker, Maple Leaf oder Krugerrand angeboten Barren angeboten. Gold machte 2011 mit über 70 % den größten Umsatzanteil aus, im ersten Halbjahr 2011 verkaufte Schoeller Münzhandel ca. zehn Tonnen Silber pro Monat.
Schoeller bietet auch Numismatikzubehör an.

## Leitung und Organisation
Seit 2007 leiten Gernot Maier (zuständig u. a. für PR, Marketing, klassische und moderne Numismatik und internationale Geschäfte) und Gustav Mayer (u. a. für die Geschäftsbereiche Finanzen, Anlageprodukte und Edelmetalle zuständig) das 35-köpfige Team.
Es gibt drei Schoeller-Shops in Österreich – in Wien, Graz und Innsbruck. Darüber hinaus vertreibt Schoeller Münzhandel telefonisch, über Abonnements, E-Commerce und Auktionshäuser weltweit sowie über eine Niederlassung in Freiburg (Deutschland) – und seit Juni 2012 über einen eigenen Online-Shop.
Schoeller Münzhandel beliefert Großhandelskunden in der ganzen Welt – die Exportquote lag 2010 bei 85 bis 90 %. Das Vertriebsnetz umspannt insgesamt 36 Länder weltweit. Wichtigste Absatzmärkte sind Österreich und dessen Nachbarländer sowie der gesamte CEE-Raum (nach Deutschland ist Tschechien der zweitwichtigste Markt).